# Велике Почаївське озеро
Вели́ке Поча́ївське о́зеро — озеро карстового походження у Сарненському районі Рівненської області України, біля села Вербівка. Належить до басейну річки Горинь.

## Опис
Площа озера за одними даними — 0,62 км², відповідно до інших — 100 га. Пересічна глибина становить 4 м. Улоговина видовженої форми. Береги низовинні, зарослі лісом, здебільшого заболочені (зокрема, заболочені південні береги). Живиться водами підземних джерел та атмосферними опадами. Дно пологе, торфове. В озеро впадає струмок, витікає канал.
Вода темна, майже непрозора з підвищеним вмістом гліцерину, начебто лікує поліартрити. На березі озера розташований посипаний піском пляж. Перебуває у віданні Висоцького лісового господарства.
Сьогодні озеро перебуває під охороною Почаївського ландшафтного заказника, у 1975—1991 роках — однойменного гідрологічного заказника.

## Флора
Серед рослинності трапляються очерет, осока, а також підводні угруповання рдесників.

## Фауна
На берегах озера гніздуються водоплавні птахи, зокрема журавель сірий та лелека чорний, які занесені до Червоної книги України, і дикі качки. З риб водяться: окунь, щука, лин, карась. На берегах трапляються боброві поселення.

## Галерея

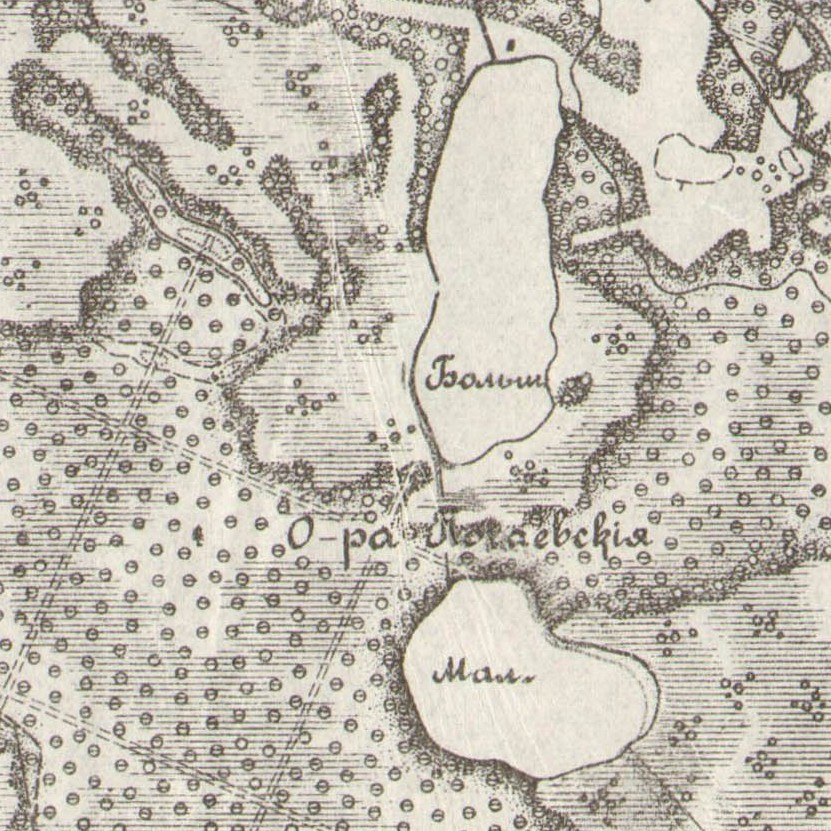
Велике (зверху) та Мале (знизу) Почаївські озера на карті 1911 року
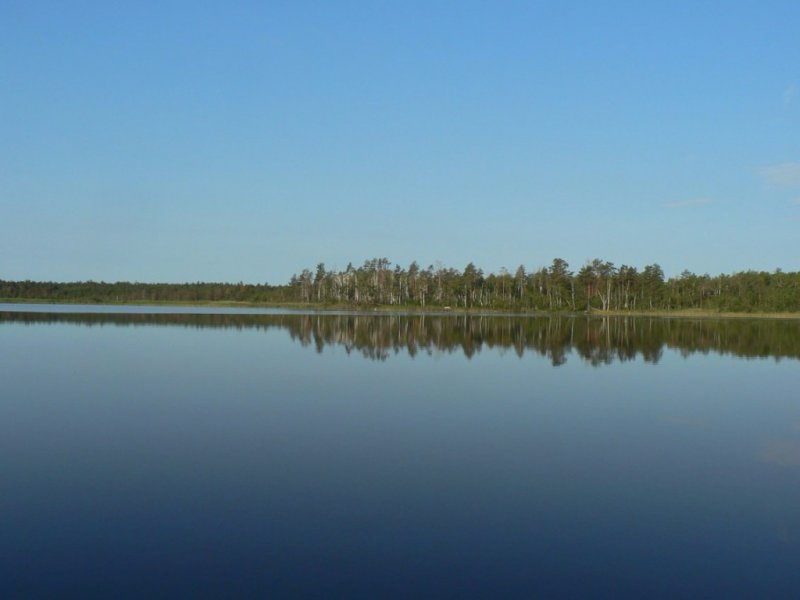
Заказник